# Samson et Goliath
Samson et Goliath (Young Samson & Goliath puis Samson & Goliath), également connue sous le nom de Samson Junior, est une série télévisée d'animation américaine en 20 épisodes de 25 minutes produite par les studios Hanna-Barbera et diffusée entre le 9 septembre 1967 et le 20 janvier 1968 sur le réseau NBC.
En France, la série a été diffusée en format de 13 minutes pour la première fois le 31 mars 1976 sur TF1 dans Les Visiteurs du mercredi, puis rediffusée en août 1979 sur TF1 dans Au plaisir du samedi et le 1er septembre 1980 (TF1).

## Synopsis
Samson est un jeune homme ordinaire qui parcourt le pays en moto en compagnie de son petit chien, Goliath. Mais dès que survient un danger, Samson frappe l'un contre l'autre les bracelets magiques qu'il porte aux poignets, prononce les paroles « La force Samson ! » et se transforme en super-héros doté d'une force herculéenne. Lorsqu'il dirige sur son chien l'onde de choc des bracelets en criant « La puissance Goliath ! », le chien se métamorphose en un gigantesque lion dont les yeux lancent des rayons au pouvoir destructeur. Dans les situations les plus difficiles, Samson active la « super force Samson » en faisant pivoter les bracelets, ce qui a pour effet de décupler sa force. Ensemble, Samson et Goliath vont affronter de multiples dangers et combattre d'étranges créatures.

## Fiche technique
- Titre original : Young Samson and Goliath puis Samson and Goliath
- Titre français : Samson Junior puis Samson et Goliath
- Réalisation : Joseph Barbera, William Hanna
- Scénario : Tony Benedict, Walter Black, Eddie Brandt, Dalton Sandifer
- Musique : Ted Nichols (générique)
- Production : Hanna-Barbera
- Société de production : Hanna-Barbera Productions
- Nombre d'épisodes : 20 (1 saison)
- Durée : États-Unis : 25 minutes ; France : 13 minutes
- Dates de première diffusion :
  -  États-Unis : 9 septembre 1967
  -  France : 31 mars 1976

## Distribution

### Voix françaises
- Yves-Marie Maurin : Samson
- Albert Augier : voix additionnelles
- Philippe Dumat : voix additionnelles
- Claude Dasset : voix additionnelles
- Jacques Ferrière : voix additionnelles

### Voix originales
- Tim Matheson : Samson
- Mel Blanc : Goliath
- John Stephenson : voix additionnelles

## Production
- Le titre de la série fait référence à deux personnages de la Bible (dans l'Ancien Testament) : Samson, homme doté d'une force surhumaine dont le secret réside dans la longueur de ses cheveux, et Goliath, guerrier géant surpuissant.
- Alex Toth est le dessinateur de la série. Il est surtout connu pour avoir dessiné Le Fantôme de l'espace (Space Ghost), un dessin animé américain culte aux États-Unis, passé quasi-inaperçu lors de sa diffusion française.
- Samson et Goliath est le précurseur des héros de séries télévisées animées qui se métamorphosent en claquant deux éléments entre eux (Shazzan, Musclor des Maîtres de l'univers, etc.).

### Les différents titres
Lors de la première diffusion en France et aux États-Unis, le titre avait d'abord été : Samson Junior (Young Samson and Goliath). Il sera changé en Samson et Goliath (Samson and Goliath) lors de la deuxième rediffusion. Il existe ainsi deux génériques français et américains avec un carton de présentation portant un titre différent.

## Épisodes
1. La Malédiction de Manatabu (The Curse of Monatabu)
2. Le Génie de l'aurore boréale (The Aurora Borealis Creature)
3. Le Colosse de Rhodes (The Great Colossus)
4. Le Souffle glacial de Vénus (Cold Wind from Venus)
5. S.S.X. 19 (The SSX-19)
6. Opération péril (Operation Peril)
7. Le Secret de l’île du diable (The Secret of Evil Island)
8. Titre français inconnu (The Monsteroids)
9. L’Idole de Rama Keesh(The Idol Rama-Keesh)
10. Salamendro (Salamandro)
11. Le Baron Von Skull (Baron Von Skull)
12. Le Rendez-vous lunaire (Moon Rendezvous)
13. La Cité perdue (The Lost City of the Dragon Men)
14. Le Colosse de corail (The Colossal Coral Creature)
15. La Créature de Zuran (Zuran's Creature)
16. Le Dôme (The Dome)
17. Nérod (Nerod)
18. L’Inquiétant docteur Nestro (The Terrible Dr. Desto)
19. Titre français inconnu (From out of the Deep)
20. Titre français inconnu (Thing from the Black Mountains)

## Autour de la série
Samson et Goliath a connu le succès en France, malgré le petit nombre de rediffusions. Les jeunes téléspectateurs d'alors se souviennent encore aujourd'hui de la transformation spectaculaire du petit chien en un lion gigantesque.

## Sortie DVD
L'intégralité des épisodes est sortie dans un coffret 4 DVD chez Warner Archive dans la collection "Hanna-Barbera Classic Collection". Les épisodes sont uniquement en anglais non sous-titré. Aucun supplément n'y est inclus. Les copies ont toutes été restaurées.

## Produits dérivés (France)

### BD / Revues
Samson et Goliath a paru dans Télé Parade (l'ancêtre de Télé Junior), une revue qui présentait des adaptations en BD des dessins animés américains très populaires à la télévision française dans les années 1960 et 1970 produits par les studios Hanna Barbera.